# Jardín efímero
Los jardines efímeros son una forma de instalación efímera que consiste en el montaje de jardines, especies vegetales o flores con un objetivo social, cultural o reivindicativo. Este tipo de instalaciones normalmente son llevadas a cabo por colectivos de arquitectura, artistas, diseñadores, etc. La extensión en el tiempo de estas intervenciones es variable, pero en general se caracterizan por su brevedad.
Podemos clasificar los jardines efímeros en varias categorías:

## Guerrilla Gardening
Dentro de los jardines efímeros cabría destacar la guerrilla gardening o agricultura de guerrilla. La agricultura de guerrilla es una forma de acción directa no-violenta relacionada con la reforma agraria, la permacultura y el desarrollo sostenible. Los activistas ocupan una porción de tierra no cultivada o cuyos cultivos o plantas no les pertenecen, ya que formulan la necesidad de re-consideración de la forma de tenencia de tierras para reclamar el espacio utilizado de forma errónea y asignarle un nuevo propósito y utilidad.
Las acciones ciudadanas conocidas como jardinería de guerrilla, irrumpen en la ciudad gris al margen de la legalidad y con frecuencia, al amparo de la noche. Su objetivo es llamar la atención del espectador urbano, transformando elementos y espacios desatendidos o sin uso, en paisajes efímeros anónimos interconectados con la ciudadanía.

### Metro Ciudad Universitaria
Inspirado en el pro-activismo de la jardinería de guerrilla, el taller de Jardinería de Guerrilla del Master en Instalaciones y Arquitecturas Interactivas y Efímeras que se implanta en la ETSAM, propone trabajar en esta dirección, creando jardines efímeros colectivos, participativos, interactivos, ecológicos y sostenibles. Jardín efímero creado, proyectado y construido en un espacio anodino y degradado con el objetivo de transformar el paisaje urbano cotidiano en un lugar sorprendente capaz de captar la atención del caminante de paso, hacer más agradable su recorrido diario y estimularlo a la participación. Esta intervención se llevó a cabo en octubre de 2015.

### Crack Garden

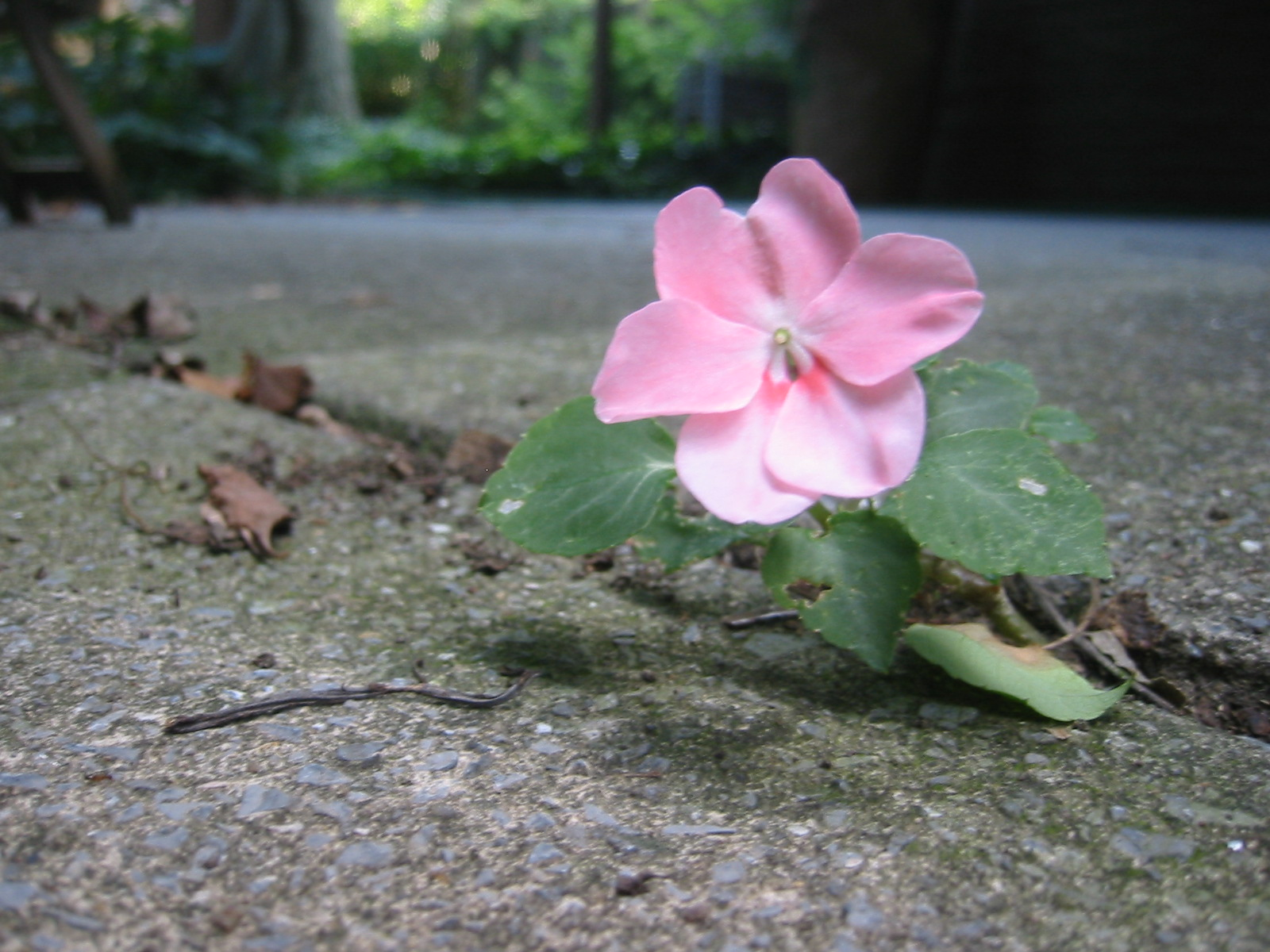
Crack Garden

Crack Garden es una intervención llevada a cabo en 1999 en San Francisco inspirada en las pequeñas especies vegetales que crecen entre las grietas del suelo de las ciudades. Mediante estas grietas se pretende establecer un orden de crecimiento de las plantas. Este proyecto busca la exploración del potencial de un lugar mientras se lleva a cabo en él una intervención. De esta manera se expone el suelo natural preexistente creando la posibilidad de nacimiento de un nuevo jardín. Este tipo de intervenciones podría clasificarse dentro de lo que se entiende como urbanismo táctico. 
Este proyecto se realizó bajo un presupuesto mínimo, mas buscando la creación de espacio públicos bien diseñados y las especies vegetales seleccionadas son capaces de resistir el tráfico peatonal.

### Park(ing) Day

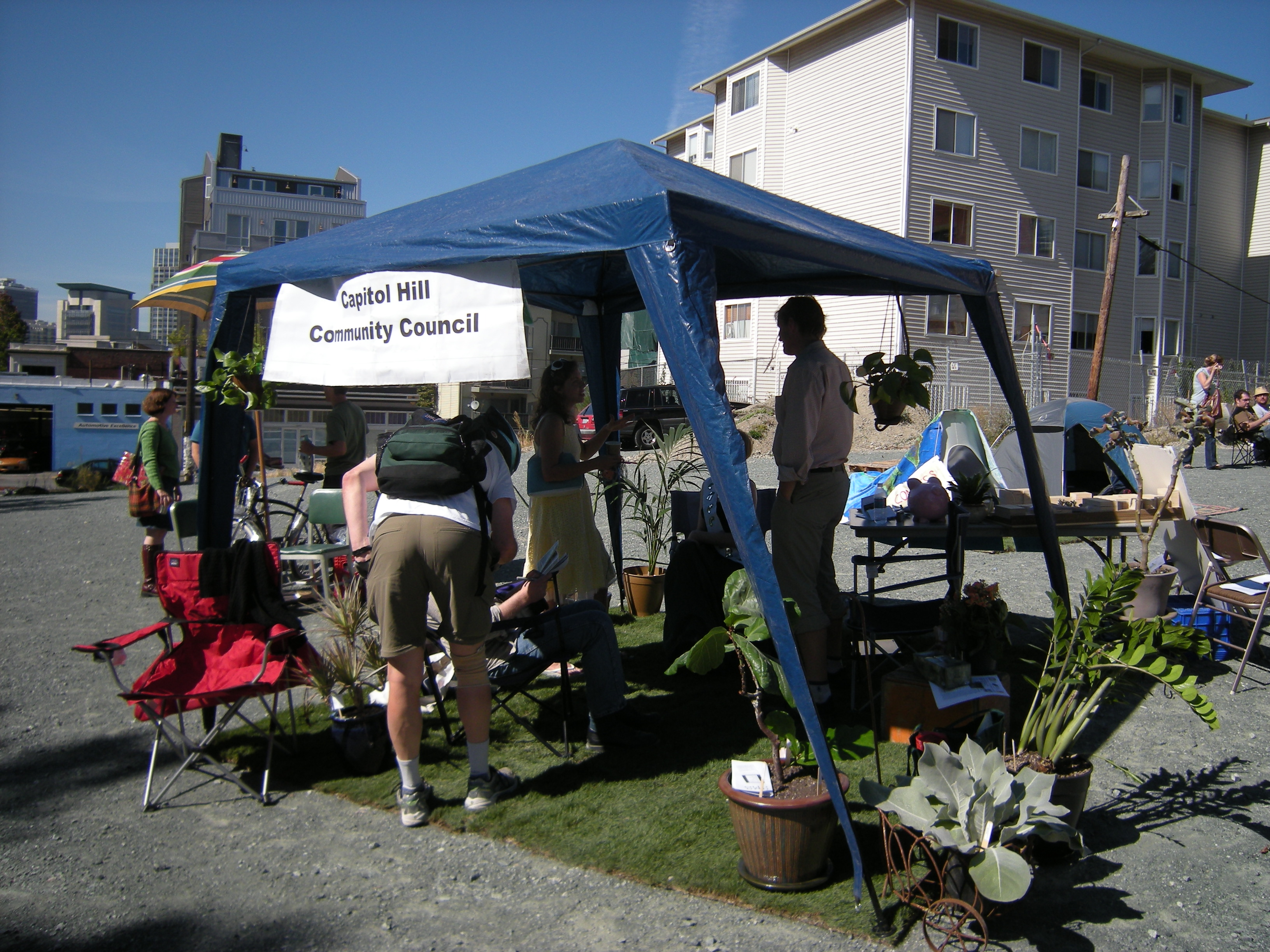
Park(ing) Day

Park(ing) Day es un evento anual que se realiza a escala mundial donde artistas, diseñadores y ciudadanos transformas las plazas de aparcamiento de sus ciudades en jardines efímeros. 
Esta iniciativa comenzó en el año 2005 cuando el estudio de arte y diseño Rebar transformó una plaza de aparcamiento en un parque público temporal. A partir de este momento, Park(ing) Day ha evolucionado hacia un evento de escala mundial. La misión principal de esta iniciativa es la de llamar la atención sobre la necesidad de mayores espacios públicos urbanos y generar un debate crítico sobre como el espacio público es generado y localizado, además de mejorar la calidad del hábitat humano de las ciudades.

### Bus Roots
Bus Roots es un proyecto público que busca la re-conectar comunidades con la naturaleza. Conecta a los ciudadanos con sus comunidades mientras trata de emplear unos recursos mínimos a la vez que mejorar el medio ambiente.
El propósito principal de este proyecto es reivindicar los espacios olvidados, mejorar la calidad de vida y aumentar el número de espacios verdes de las ciudades.
Este proyecto busca hacer reflexionar sobre conceptos como: agricultura nómada y huertos urbanos, mejora medioambiental, nuevos modelos de vida y educación, patrones de migración y transporte.
Se han diseñado y puesto en marcha tres prototipos de esta arquitectura transportable. El primero de ellos, realizado con un modelo a escala para imaginar la posible interacción del autobús con las personas y su ciudad.

## Festivales de jardines efímeros
Eventos realizados en ciudades europeas anualmente o en ocasiones puntuales en la que participan profesionales de distintos ámbitos artísticos  procedentes de distintos países.

### Festival de Paisajes, Gestos y Jardines de Trujillo
El Festival de Paisajes, Gestos y Jardines de Trujillo es una iniciativa del Seminario Permanente de Paisaje y Territorio de la Fundación Xavier de Salas y ADENEX, en cuya organización colabora también la Fundación Extremeña de la Cultura. 
La primera edición de este festival tuvo lugar en el año 2014, se trata un evento bianual que aglutina una serie de actividades en las que el patrimonio cultural y natural de Trujillo se fusiona bajo la visión integral de su paisaje. 
Algunos de los objetivos de este festival son: conseguir un paisaje más justo y más sostenible, reivindicar el paisaje como la materialización del encuentro entre el territorio, la acción humana, la cultura y la ecología de nuestro país.

#### Participación del Master de Arquitecturas Efímeras en el Festival de Trujillo
En la edición del año 2016 de este festival, el Máster en Arquitecturas Efímeras de las ETSAM ha sido uno de los participantes con una instalación efímera paisajística en un espacio público de Trujillo.

### Festival international des jardins Loire
Patrick Blanc, creador de los jardines verticales ha realizado varias instalaciones de jardines verticales efímeros, como son las del festival international des jardins Loire en 1994, o Spirale végétale en Cour des Ecuries donde diseña una nueva estructura que se enrolla sobre sí misma para formar una cueva secreta, a cielo abierto. Creando así diferentes hábitats, a través de un conjunto de pliegues, lo que se materializa en diferentes exposiciones a la luz. La creación de diferentes ambientes, de oscuro a brillante, desde la más sencilla hasta la más compleja y la coexistencia de múltiples especies de plantas.

### Festival Jardin Efémeros en Viseu
En la ciudad portuguesa de Viseu se celebra cada año el evento Jardin Efémeros (jardines efímeros). 
Se trata un proyecto pluri-disciplinar fuertemente recogido por la comunidad local.
Durante una semana, la ciudad se transforma en un enorme jardín, donde ocurren distintas formas de expresión artística.  Se invita a distintos artistas internacionales y nacionales a participar en este evento relacionados con las artes visuales, la arquitectura, las intervenciones urbanas, talleres, teatro y danza.
Además, se organizan conciertos, conferencias, instalaciones, exposiciones, debates y librerías pop-up.

## Instalaciones de jardines efímeros
Instalaciones artísticas que tienen lugar en una localización concreta o con carácter transportable en la que los autores emplean flores, plantas o especies vegetales para transmitir un concepto.

### Jardín efímero en Pontevedra de Mauro Lomba y María Pierres
1. Esta instalación de jardín efímero en Pontevedra parte de una geometría sobria, formada por dos muros concéntricos que acotan y delimitan el espacio. Un anillo exterior, duro y racional, con matices de invitación a entrar, te atrapa y te aísla del resto del entorno, permitiéndote descubrir un segundo anillo, éste vegetal y animal, en relación armónica con el mundo orgánico, que estimula los sentidos hasta envolverte en su jardín interior.

### Jardín japonés de Esther Pizarro
Un jardín japonés, es una instalación itinerante de la escultura española Esther Pizarro en la que fusiona el concepto de jardín japonés con el plano de Japón. Esta obra fue expuesta entre los años 2014 y 2015 en diversas salas de exposiciones españolas.
Este proyecto delimita el espacio del jardín sobre la planta territorial que ocupa el país. Es un jardín seco rodeado de un mar de sal, en el que las ocho regiones se han convertido en islas, al abrir caminos entre ellas para que el público pueda desplazarse como por el interior de un organismo vivo, a imagen de la naturaleza en cada una de sus representaciones.

### Alfombra floral. Grand Place de Bruselas

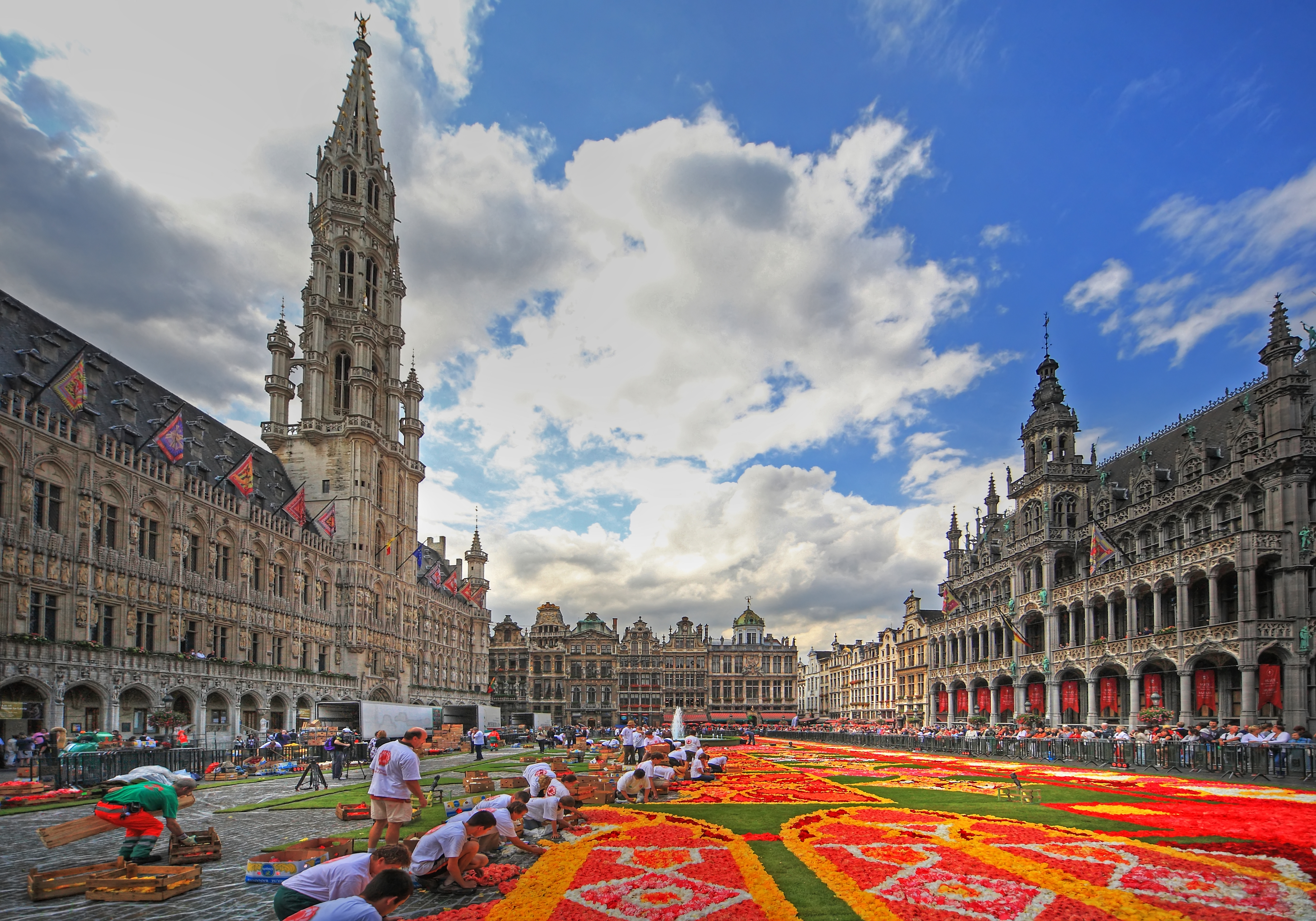
Grand Place de Bruselas. Alfombra floral.

La Grand-Place de Bruselas acoge cada año par en agosto  la instalación en su centro de una inmensa alfombra de flores, de 25 por 75 metros, compuesta de más de 500 000 plantas de begonia. Esta magnífica tapicería vegetal multicolor se puede admirar desde el balcón del Ayuntamiento, abierto a los visitantes.
Para crear el tapiz floral se emplean alrededor de 600 000 begonias. Estas ofrecen un amplio abanico de colores vivos. Resisten al calor del sol cuando se cortan, ya que los artesanos las colocan directamente en el suelo de la plaza, sin una capa de tierra. El resultado es un cuadro floral efímero.
Esta obra monumental se prepara durante meses, pero se coloca durante un día. Los expertos que se dedican a esta tarea, llevan a cabo una planificación minuciosa.

### Calendario floral Oviedo.

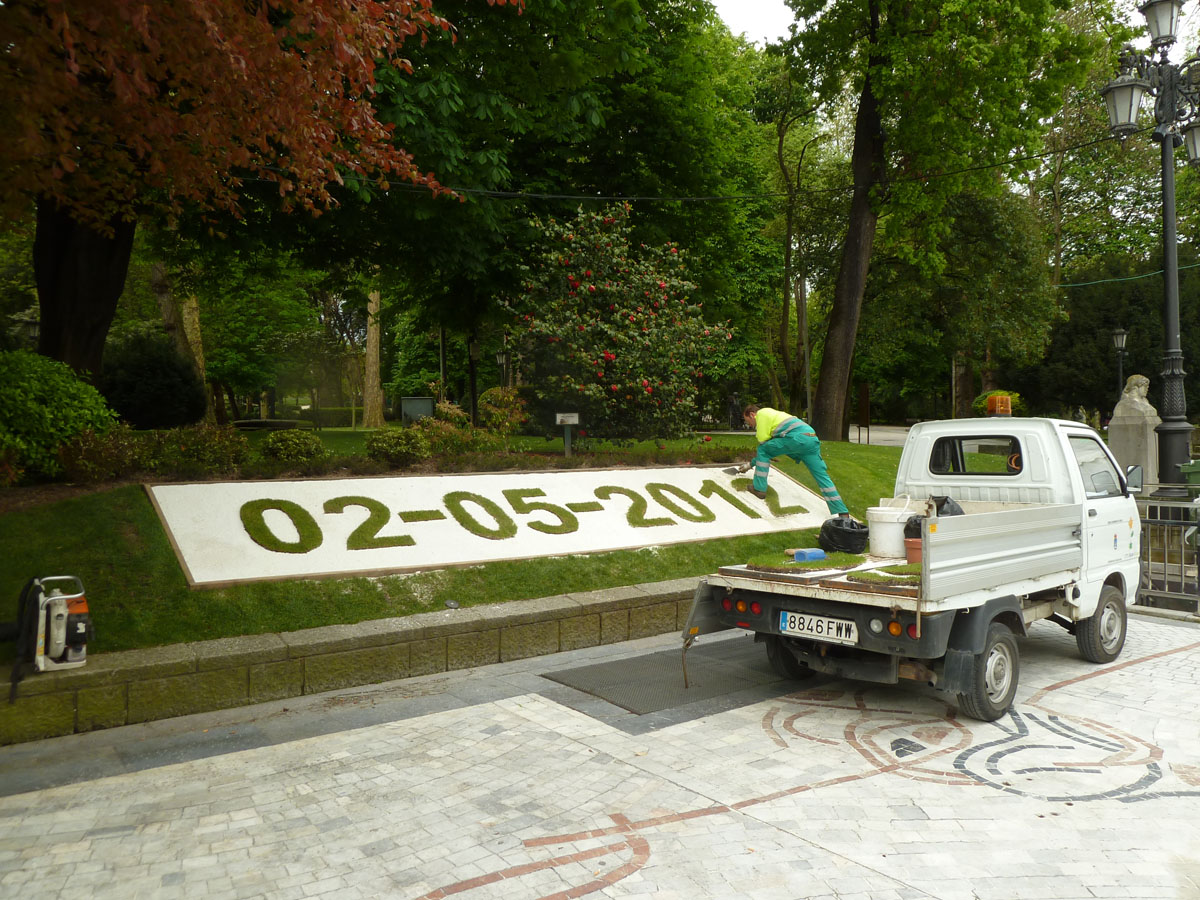
Calendario floral de Oviedo

Calendario efímero del Campo de San Francisco de Oviedo, del cual los jardineros se encargan de actualizar cada día desde hace más de treinta años.
El montaje del calendario es sencillo. Con la ayuda de una plantilla los jardineros dibujan los números sobre el césped para, posteriormente, recortarlos y montarlos en una caja de hierro de 95 x 65 centímetros forrada de tierra y fácil de transportar. El proceso creativo de la fecha tiene lugar en un vivero del parque Purificación Tomás, por lo que los operarios trasladan diariamente los cajones hasta el parterre del Campo San Francisco.